# Zariski-topologie
Zariskitopologie is een begrip in de wiskunde, op het kruispunt van de topologie en de algebraïsche meetkunde.
Er zijn verschillende definities in omloop. Zij verschillen in de onderliggende puntenverzameling van de topologische ruimte.
De klassieke definitie van de Zariskitopologie situeert zich in de affiene {\displaystyle n}-dimensionale ruimte {\displaystyle \mathbb {A} ^{n}} of de projectieve {\displaystyle n}-dimensionale ruimte {\displaystyle \mathbb {P} ^{n}} over een algebraïsch gesloten lichaam {\displaystyle k}, of als deelruimtetopologie in een algebraïsche deelverzameling van een van die ruimten.
De moderne definitie van de Zariskitopologie situeert zich in de verzameling van alle priemidealen van een commutatieve ring met eenheid.
Het verband tussen beide definities volgt eruit dat de punten van {\displaystyle \mathbb {A} ^{n}} in een eeneenduidig verband staan met de maximale idealen, dus niet met alle priemidealen, van de ring {\displaystyle k[x_{1},\ldots ,x_{n}]} van polynomen in {\displaystyle n} veranderlijken met coëfficiënten in {\displaystyle k}.
In dit artikel wordt de moderne definitie gebruikt.

## Definitie
De Zariskitopologie definieert een topologische structuur op het spectrum {\displaystyle \operatorname {Spec} (R)} van een commutatieve ring {\displaystyle R}, dus op de verzameling van alle priemidealen van {\displaystyle R}. De topologie wordt gedefinieerd aan de hand van haar gesloten verzamelingen, en wel als volgt: een verzameling priemidealen van {\displaystyle R} heet gesloten als ze de vorm {\displaystyle \{P\in \operatorname {Spec} (R)\mid P\supset I\}}
aanneemt voor één of andere deelverzameling {\displaystyle I} van {\displaystyle R}. Het is niet noodzakelijk dat {\displaystyle I} zelf een priemideaal of zelfs maar een ideaal is.
We verifiëren dat aan de drie axioma's van een topologische ruimte voldaan is:
1. de keuzes {\displaystyle I=\{0\}} resp. {\displaystyle I=R} leren ons dat {\displaystyle \operatorname {Spec} (R)} en {\displaystyle \emptyset } gesloten zijn
2. de doorsnede van een familie gesloten verzamelingen, gegenereerd met een familie deelverzamelingen {\displaystyle \{I_{x}\mid x\in X\}} van {\displaystyle R}, is de gesloten verzameling gegenereerd met de deelverzameling {\displaystyle I=\cup _{x\in X}I_{x}}
3. de vereniging van twee gesloten verzamelingen, gegenereerd met de deelverzamelingen {\displaystyle I_{1}} en {\displaystyle I_{2}} van {\displaystyle R}, is de gesloten verzameling gegenereerd met de deelverzameling {\displaystyle I_{1}\cdot I_{2}} (alle ringproducten van elementen uit {\displaystyle I_{1}} met elementen uit {\displaystyle I_{2}})

De derde voorwaarde is de enige waarbij de eigenschappen van priemidealen een rol spelen, met name om te bewijzen dat als {\displaystyle P} de verzameling {\displaystyle I_{1}\cdot I_{2}} omvat, maar niet alle elementen van {\displaystyle I_{1}} afzonderlijk, dan wel alle elementen van {\displaystyle I_{2}}.

## Voorbeelden
1. Het spectrum van de gehele getallen is de verzameling der priemgetallen, uitgebreid met het getal 0. De gesloten verzameling die wordt gegenereerd door een verzameling {\displaystyle I} van gehele getallen, is de verzameling gemeenschappelijke priemfactoren van de elementen van {\displaystyle I}. Daaruit volgt dat de gesloten verzamelingen van de Zariskitopologie precies de eindige verzamelingen priemgetallen zijn (plus de verzameling van alle priemgetallen zelf). Het is dus de cofiniete topologie.
2. Zij {\displaystyle k} een algebraïsch gesloten lichaam. De veeltermring {\displaystyle k} der polynomen in één veranderlijke met coëfficiënten in {\displaystyle k[x]} is een hoofdideaaldomein, dat wil zeggen dat elk ideaal wordt voortgebracht door een singleton. Het spectrum van de {\displaystyle k[x]} bestaat uit de idealen voortgebracht door een eerstegraadsveelterm. Al deze priemidealen zijn bovendien maximaal. Zij {\displaystyle I} een collectie veeltermen. Het maximale ideaal voortgebracht door de eerstegraadspolynoom {\displaystyle (X-a)} omvat {\displaystyle I} als en slechts als alle polynomen van {\displaystyle I} het getal {\displaystyle a} als gemeenschappelijk nulpunt hebben. Hieruit volgt dat de enige gesloten verzamelingen (buiten het spectrum zelf) de eindige verzamelingen zijn. We hebben dus opnieuw te maken met de cofiniete topologie.
3. Zij {\displaystyle k} opnieuw een algebraïsch gesloten lichaam en beschouw de ring {\displaystyle k[x,y]} der polynomen in twee veranderlijken. Deze ring is niet langer een hoofdideaaldomein, maar hij is nog steeds Noethers, dat wil zeggen ieder ideaal wordt voortgebracht door een eindig aantal polynomen. De niet-triviale priemidealen zijn enerzijds de maximale idealen van de vorm {\displaystyle (x-a,y-b)} voor willekeurige elementen {\displaystyle a} een {\displaystyle b} van {\displaystyle k}, anderzijds de hoofdidealen {\displaystyle (f(x,y))} die worden voortgebracht door een irreducibele polynoom {\displaystyle f}. Als {\displaystyle f(a,b)=0}, is het priemideaal {\displaystyle (f(x,y))} een echte deelverzameling van het maximale ideaal {\displaystyle (x-a,y-b)}. Algebraïsch gesloten lichamen zijn oneindig, dus de gesloten verzameling van alle priemidealen die {\displaystyle (x-a,y-b)} omvatten, bevat oneindig veel maximale idealen. Dit is een voorbeeld van een Zariskitopologie die niet samenvalt met de cofiniete topologie.

## Scheidingseigenschappen
Zijn {\displaystyle P_{1}} en {\displaystyle P_{2}} twee verschillende priemidealen van {\displaystyle R}. Dan is ofwel {\displaystyle P_{1}\not \subset P_{2}}, ofwel {\displaystyle P_{2}\not \subset P_{1}} (of allebei). Maar dat wil zeggen dat een van de twee niet tot de gesloten verzameling behoort die met de andere gegenereerd wordt. De Zariskitopologie voldoet dus altijd aan het topologische scheidingsaxioma {\displaystyle T_{0}}.
Zij {\displaystyle P} een priemideaal van {\displaystyle R}. Door {\displaystyle I=P} te kiezen zien we dat het singleton {\displaystyle \{P\}} een gesloten verzameling is als en slechts als {\displaystyle P} een maximaal ideaal is. De Zariskitopologie op het spectrum van een ring voldoet dus alleen aan het scheidingsaxioma {\displaystyle T_{1}} als alle priemidealen maximaal zijn (zoals in onze twee voorbeelden van de ringen {\displaystyle \mathbb {Z} } en {\displaystyle k[x]}).
Op een oneindige topologische ruimte is de cofiniete topologie nooit een Hausdorff-ruimte ({\displaystyle T_{2}}-ruimte). De Zariskitopologie van de gehele getallen voldoet dus niet aan het scheidingsaxioma {\displaystyle T_{2}}. De Zariskitopologie van {\displaystyle k[x]} is Hausdorff als en slechts als {\displaystyle k} een eindig lichaam is.

## Noethers
Als {\displaystyle R} een Noetherse ring is, dan vormt {\displaystyle \operatorname {Spec} (R)} met de Zariskitopologie een Noetherse topologische ruimte, dat wil zeggen dat de gesloten verzamelingen aan de dalende ketenvoorwaarde voldoen (ten opzichte van de partiële orde "is een deelverzameling van").

## Bron
- (en)  Robin Hartshorne, "Algebraic Geometry," Springer Graduate Texts in Mathematics 52, 1977, ISBN 978-0-387-90244-9.